# Aleksander Kajkowski
Aleksander Kajkowski (ur. 6 grudnia 1908 w Warszawie, zm. 2 maja 1999 w Chicago) – pułkownik dyplomowany Wojska Polskiego, inżynier mechanik, działacz emigracyjny i polonijny.

## Życiorys
Był synem Jana (1859–1921) i Emilii z Jagodzińskich (1873–1963). W 1929 roku zdał maturę w I Gimnazjum Miejskim im. gen. Sowińskiego. Został absolwentem Szkoły Podchorążych Inżynierii w Warszawie. 5 sierpnia 1933 Prezydent RP Ignacy Mościcki mianował go podporucznikiem ze starszeństwem z 15 sierpnia 1932 i 9. lokatą w korpusie oficerów inżynierii i saperów, a minister spraw wojskowych wcielił do 1 Batalionu Saperów Legionów w Modlinie. 1 marca 1935 roku został awansowany na porucznika ze starszeństwem z 1 stycznia 1935 roku i 47. lokatą w korpusie oficerów inżynierii i saperów. W 1938 został powołany do Wyższej Szkoły Wojennej w Warszawie, w charakterze słuchacza XIX Kursu Normalnego 1938–1940.
Po wybuchu II wojny światowej podczas kampanii wrześniowej służył w Armii „Lublin”. Po przedostaniu się na Zachód został żołnierzem Wojska Polskiego we Francji i służył w 3 Batalionie Saperów. Następnie został oficerem Polskich Sił Zbrojnych na Zachodzie. Był oficerem 1. kompanii 1 Batalionu Saperów oraz dowódcą 2 kompanii 5 Kresowego Batalionu Saperów.
Po wojnie pozostał na emigracji. W 1951 przybył do Stanów Zjednoczonych. Pracował jako inżynier. Należał do Partii Republikańskiej. W Chicago był przewodniczącym Komitetu Obywatelskiego od 1976, prezesem Niezależnego Stowarzyszenia Polskich Kombatantów, prezesem Komitetu Katyńskiego przy Kongresie Polonii Amerykańskiej, członkiem rady nadzorczej Studium Spraw Polskich. 24 września 1979 w stopniu pułkownika został powołany na stanowisko delegata Rządu RP na uchodźstwie na Stany Zjednoczone. W 1990 Prezydent Ryszard Kaczorowski oddelegował go do przekazania insygniów prezydenckich Lechowi Wałęsie.
Był autorem książki pt. Żołnierskim szlakiem, wydanej w 1996. Sam został opisany w publikacji pt. Żołnierskie losy, autorstwa Stanisława Dronicza
Zmarł 2 maja 1999 w Chicago
Został pochowany na cmentarzu Maryhill w Niles pod Chicago.

## Życie prywatne
Jego żoną była Irena z domu Wysogota-Zakrzewska (ur. 1912, zm. 13 października 1999), prawnuczka poety Konstantego Zakrzewskiego. Mieli córki: Bożenę (ur. 1938) i Krystynę (ur. 1948).

## Ordery i odznaczenia
- Krzyż Komandorski z Gwiazdą Orderu Odrodzenia Polski (11 listopada 1990)[1][13]
- Krzyż Komandorski Orderu Odrodzenia Polski (19 marca 1986)[1][14]
- Krzyż Kawalerski Orderu Odrodzenia Polski (15 sierpnia 1976)[1][15]
- Krzyż Oficerski Orderu Zasługi Rzeczypospolitej Polskiej (1 czerwca 1994, za wybitne zasługi w działalności polonijnej)[1][16]
- Krzyż Walecznych (1944)[1]
- Złoty Krzyż Zasługi (1972)[1]
- Srebrny Krzyż Zasługi z Mieczami (1944)[1]